# Buda Taho

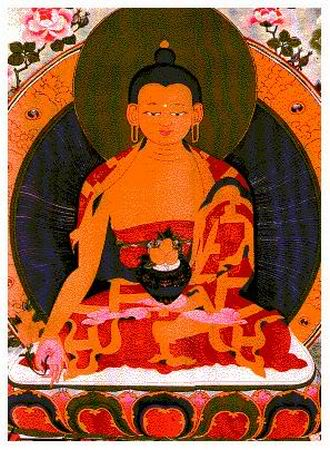
Dibujo antiguo de un Buda.

Buda Taho ( en sánscrito Prabhutaratna; en japonés Taho-nyorai y en español Buda Muchos Tesoros) es un Buda que aparece en el Sutra del Loto. Este Buda aparece sentado dentro de su torre de los tesoros, como forma de dar credibilidad a la enseñanza de Shakyamuni en este sutra. Según el capítulo 11 del Sutra del Loto, “Surgimiento de la Torre de los Tesoros”, Buda Taho vive en la pureza del mundo del tesoro, en el este. Mientras todavía estaba comprometido en prácticas de bodhisattva, juró que, aún después de haber entrado en el nirvana, él aparecería junto a la torre de los tesoros para atestiguar la validez del Sutra del Loto. En el capítulo “Torre de los Tesoros", Shakyamuni reúne a todos los Budas de las diez direcciones. Luego abre la torre de los tesoros y por invitación de Buda Taho, Shakyamuni se sienta a su lado. Luego Shakyamuni utiliza sus poderes transcendentales para levantar a toda la asamblea en el aire, y comienza la secuencia de eventos conocida como “Ceremonia en el Aire".